# Іпшемуабі II
Іпшемуабі II (Япашему-абі, Япіт-шему-абі) (д/н — бл. 1690 до н. е.) — цар міста-держави Бібл близько 1700—1690 роках до н. е.

## Життєпис
Походив з династії Абішему. Стосовно родинних зв'язків тривають дискусії. Можливо був братом або сином царя Абішему II чи іншим його родичем. Є лише 1 стела, де згадується про цього царя. Напис зроблено давньоєгипетськими ієрогліфами.
Ймовірно, зберігав контакти, насамперед торгівельні й культурні, з Єгиптом, незважаючи на залежність від гіксосів. Втім також можливо, що своїм флотом Іпшемуабі II допомагав гіксоським військам підкорювати Південну Фінікію та Ханаан.
Йому спадкував трон близько 1690 року до н. е. Еглія.